# Symposia columbiana
Espèce
Symposia columbiana est une espèce d'araignées aranéomorphes de la famille des Cybaeidae.

## Distribution
Cette espèce est endémique du département de Magdalena en Colombie,. Elle se rencontre entre 1 700 et 2 250 m d'altitude dans la Sierra Nevada de Santa Marta.

## Description
Le mâle holotype mesure 2,08 mm et la femelle paratype 2,27 mm.

## Étymologie
Son nom d'espèce lui a été donné en référence au lieu de sa découverte, la Colombie.

## Publication originale
- Müller & Heimer, 1988 : Spiders from Colombia VII. A new species of Symposia from the Sierra Nevada de Santa Marta (Arachnida, Araneida, Agelenidae). Bulletin of the British Arachnological Society, vol. 7, no 7, p. 209-210.